# بيلاروسيا 1
بيلاروسيا 1 (بالبيلاروسية: Беларусь 1) هي قناة تلفزيونية مملوكة للدولة في بيلاروسيا. وهي أقدم قناة تلفزيونية في البلاد. تُبث القناة من الساعة 6:00 صباحًا حتى 2:00 صباحًا من اليوم التالي، على عكس معظم القنوات العامة في أوروبا التي تبث برامج على مدار 24 ساعة. تُستخدمه لنشر الدعاية الحكومية في بيلاروسيا.
أُطلقت القناة في 1 يناير 1956، كفرع بيلاروسيا للتلفزيون المركزي السوفيتي، وبعد أشهر من التحضير، انطلق البث وكانت أول الكلمات المنطوقة: مساء الخير! سنة جديدة سعيدة. اليوم نبدأ بثنا التجريبي. وكان تشغيل البث في البداية لمدة 2-3 ساعات كل مساء أيام الخميس والجمعة والسبت.

## الرقابة والدعاية
وصف الخبراء الدوليون وحركة المعارضة البيلاروسية التلفزيون الحكومي بأنه أحد أهم أدوات الدعاية لنظام لوكاشينكو. وأن مهمته التضليل والدعاية للقمع السياسي والتلاعب بالانتخابات وإهانة منتقدي النظام.
وفقًا لصحفي من دائرة إخبارية تلفزيونية غادر القناة خلال الاحتجاجات البيلاروسية 2020-2021 في أغسطس 2020، أن القناة بها رقابة صارمة. على سبيل المثال، كانت هناك قائمة بأسماء الأشخاص الذين لا يمكن ذكر أسمائهم في الأخبار، والتي تضمنت سياسيين معارضين، وكانت هناك قائمة سوداء للاقتصاديين وعلماء السياسة الذين لا يمكن طلب تعليقاتهم، وكذلك استخدام الكلمات الستالينية، وحظر كلمات مثل «عبادة الشخصية» و«جولاج».

## وصلات خارجية
- الموقع الرسمي باللغة الإنجليزية